# パナール・CD
パナール・CD（Panhard CD ）は、フランスにかつて存在した自動車メーカー・パナールが1963年から1965年まで生産したスポーツカーである。CDとはこの車の設計者、シャルル・ドゥーチェ（Charles Deutsch ）のイニシャルである。 Charles Deutschによって設計され、 1963年から1965年の間にPanhardによって製造された自動車モデル。 CD Coupe（Charles Deutschの「CD」）は、Panhard DBコーチの後継者と見なされていた。 

## 概要
シャルル・ドゥーチェは1962年にDBを辞した後SERA-CDを起こし、パナールをベースとしたスポーツカーを作り続けた。この自動車はシャルル・ドゥーチェが独力で開発し、同年のルマンでクラス優勝を飾ったモデルの市販型である。
レーシングカーのレプリカにふさわしく鋼管バックボーンフレームで作られたシャシーに架装された、パナール車らしく独特な魅力のある車体はFRP製でマルセル・ユベールのデザイン、エンジンは第二次世界大戦後のパナール車に共通の空冷水平対向2気筒OHVで848ccしかなかったが、高い空力性能とハイギアリングにより最高速度は160km/hに達した。
すでに乗用車生産から撤退直前であった当時のパナールにはこのCDを発展させる余力は残っておらず、160台が生産された後、1965年に生産を終了した。
日本にはパナールのロードバージョンのクーペ型が少なくとも一台輸入されたが、CDは輸入されなかった。

## 歴史
1962年の パリモーターショーで 、パナールは6月に開催された24時間のルマンに参加したCDベルリネットの商用版を発表。 
切断されたグランドツーリング非常に空力ボディを備えたシャーシビーム（Cd値0.22）ポリエステルを特徴とするチャネル低いバックなどが特徴。 
製造上の問題の結果として、最初の車は1963年 4月に販売される。 
2つのバージョンが提案された： 
- グランドツーリング（165 km / h）   ：キャブレター付きのPL17 Tiger 848ccエンジン。
- ラリー（180 km / h）   ：2つのキャブレターを備えたPL17 Tiger 848ccエンジン。

Panhard CDの床に木製のステアリングホイールとカーペットがある場合、ハードギアボックス、不快なサスペンション、不十分な防音  。 
1965年 7月までに159台が生産された。 

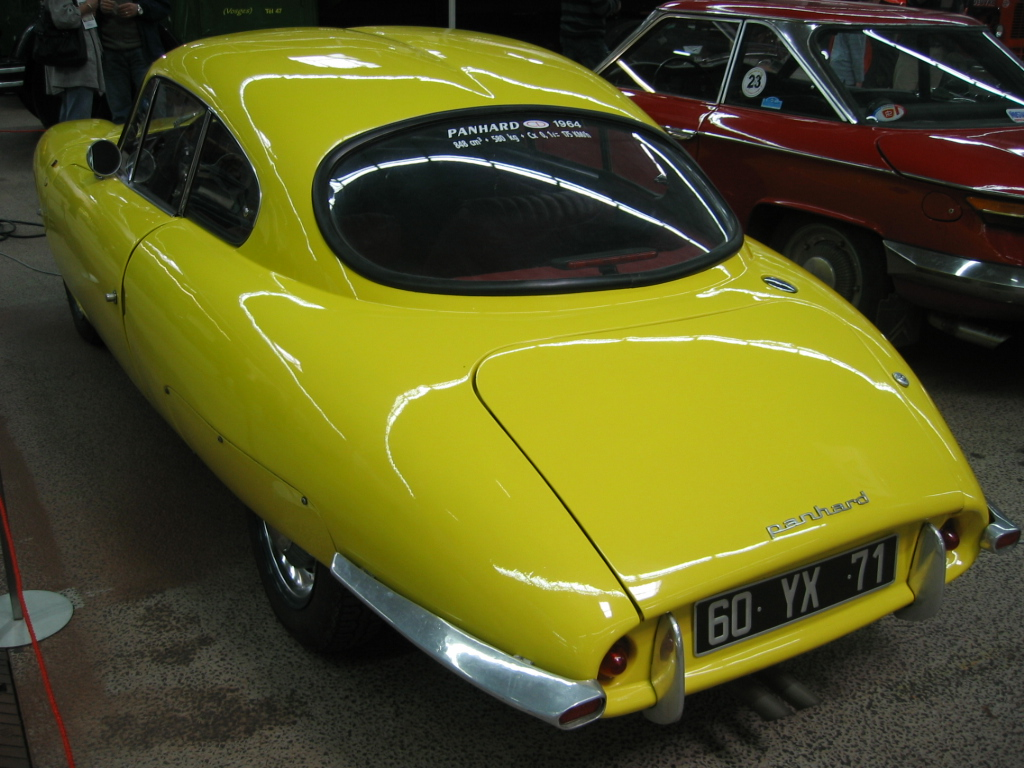
パナールCDの背面